# نيكولاس كازان
نيكولاس كازان (بالإنجليزية: Nicholas Kazan)‏ هو منتج أفلام وكاتب سيناريو ومخرج أمريكي، ولد في 30 نوفمبر 1945 في نيويورك في الولايات المتحدة.

## وصلات خارجية
- نيكولاس كازان على موقع IMDb (الإنجليزية)
- نيكولاس كازان على موقع ألو سيني (الفرنسية)
- نيكولاس كازان على موقع تيرنر كلاسيك موفيز (الإنجليزية)
- نيكولاس كازان على موقع أول موفي (الإنجليزية)
- نيكولاس كازان على موقع قاعدة بيانات الأفلام السويدية (السويدية)
- نيكولاس كازان على موقع قاعدة بيانات الفيلم (الإنجليزية)
- نيكولاس كازان على موقع كينوبويسك (الروسية)